# فرنسيسكو دي لا كيويستا
فرنسيسكو دي لا كيويستا (بالإسبانية: Francisco de la Cuesta)‏ هو كاهن كاثوليكي وعسكري إسباني، ولد في 1661، وتوفي في 30 مايو 1724.